# 당신이 잠든 사이에 (1995년 영화)
《당신이 잠든 사이에》(영어: While You Were Sleeping)는 1995년에 개봉한 미국의 로맨틱 코미디 영화이다. 샌드라 불럭, 빌 풀먼이 주연하고, 존 터틀토브 감독이 연출했다. 외로운 독신녀가 자신이 짝사랑하던 남자를 위험에서 구하여 병원에 입원시킨 후에 여러 우여곡절을 겪게 되는 것이 주요 줄거리이다. 결국에는 짝사랑하던 남자가 아닌 그의 동생과 결혼하면서 영화는 행복한 결말로 종료된다.
미국에서 1995년 4월 21일 개봉하였으며, 전 세계에서 제작비 1,700만 달러의 10배가 넘는 총 흥행 수익 1억 8,200만 달러를 거두어들이며 흥행에 성공했다. 불럭과 풀먼의 연기를 중심으로 평단으로부터 좋은 평가를 받았으며, 불럭은 이 영화를 통해 1996년 제53회 골든 글로브상 뮤지컬·코미디 영화 부문 여우 주연상 후보에 올랐다.
재생 시간은 103분이며, 한국에서는 1995년 5월에 개봉하였고 15세 이상 관람가이다.

## 줄거리
홀아버지 밑에서 성장한 루시는 1년 전에 아버지마저 떠나보낸 후 외롭게 혼자 지내는 독신녀이다. 시카고 교통국 역무원으로 개찰구 부스 안에서 토큰 받는 일을 하는 그녀는 이름도 모르는 한 남자를 짝사랑하고 있다. 그 남자는 아주 잘생긴 미남으로 매일 아침 전철로 출근하기 위해서 그녀가 일하는 역의 개찰구를 지나가는 손님이다.
루시는 크리스마스에 휴일 근무를 하던 중 자신이 짝사랑하던 남자가 플랫폼에서 강도들과 다툼 끝에 철로 위로 떨어지는 것을 목격하게 된다. 황급히 달려간 루시는 혼수상태에 빠진 피터가 다가오는 시카고 L에 치이지 않게 구조해 응급실로 이송시키고, 곧 뒤따라 병원으로 가지만 가족이 아니라는 이유만으로 환자를 만나지 못한다. 실망한 나머지 독백처럼 혼자 중얼거린 말을 우연히 듣게 된 간호사가 루시를 환자(이하 피터)의 약혼자로 오해를 하게 되고, 황망히 달려온 피터의 가족에게 이 사실을 알리게 된다.
혼란스러움 속에서 루시는 얼떨결에 약혼녀임을 인정해 버리고, 피터의 할머니인 엘시가 심장병이 있다는 사실을 알게 돼 조심스러워져 오해를 풀 기회를 놓친다. 피터의 의식 불명 상태가 계속 이어지는 가운데 루시는 피터의 가족들과 친해지게 된다. 가족 없이 살던 루시는 피터의 가족들과 가깝게 지내는 것이 좋아 양심에 가책을 느끼면서도 계속 거짓말을 이어 나가고 이로 인해 고민을 하게 된다.
새해 들어 의식이 돌아온 피터가 루시를 알아보지 못하자 가족들과 의사는 부분 기억 상실을 의심하고, 피터 역시 조금 혼란스러워한다. 그 며칠 동안에 루시와 피터의 남동생 잭은 그만 서로를 좋아하게 됐지만 이런 사실을 모르는 피터의 대부(代父) 솔은 피터에게 루시와 결혼할 것을 권유한다. 피터는 루시에게 청혼을 하고 결혼식이 진행되지만, 여러 가지로 갈등하던 루시는 결혼식이 진행되던 중에 하객들 앞에서 그간의 거짓을 실토한 후 자신은 피터의 남동생인 잭을 사랑하게 되었다고 말한다.
며칠 후에 잭이 루시를 찾아와 청혼을 하고, 두 사람이 신혼여행을 떠나는 장면으로 영화는 끝이 난다.

## 출연진
- 샌드라 불럭 - 루시 엘리너 모더래츠 역
- 빌 풀먼 - 잭 캘러핸 역
- 피터 갤러거 - 피터 캘러핸 역
- 피터 보일 - 옥스 캘러핸 역
- 글리니스 존스 - 엘시 역
- 미콜 머큐리오 - 미지 캘러핸 역
- 잭 워든 - 솔 터틀 역
- 제이슨 버나드 - 제리 월리스 역
- 마이클 리스폴리 - 조 퍼스코 주니어 역
- 앨리 워커 - 애슐리 바틀릿 베이컨 역
- 모니카 키나 - 메리 캘러핸 역

## 제작

### 섭외
여주인공 루시 역을 먼저 제안받았으나 거절한 배우로는 더미 무어, 줄리아 로버츠, 메그 라이언 등이 있다.

## 우리말 녹음
| MBC 성우진 (1998년 4월 25일) - 최덕희 - 루시(샌드라 불럭) - 박지훈 - 잭(빌 풀먼) - 안지환 - 피터(피터 갤러거) - 황일청 - 옥스(피터 보일) - 정희선 - 엘시(글리니스 존스) - 김태훈 - 솔(잭 워든) - 김은영 - 할머니(미콜 머큐리오) - 엄현정 - 애슐리(앨리 워커) - 권혁수 - 조(마이클 리스폴리) - 김기현 - 제리(제이슨 버나드) - 박소라 - 메리(모니카 키나) - 윤성혜 - 간호사(루스 러드닉) - 이철용 - 의사(딕 큐색) / 핫도그 파는 남자(피터 시러구사) - 변종필 - 조의 아버지(마이크 배커렐라) / 경찰(케빈 구돌) - 김용준 - 돌턴(제임스 크래그) - 박선영 - 루시의 친구(마샤 라이트) - 송준석 - 잡역부(릭 워디) - 오주연 - 조의 여친(크리스타 랠리) - 이상범 - 교회 남자(진 잰슨) | KBS 성우진 (2013년 4월 19일) - 정미숙 - 루시(샌드라 불럭) - 윤동기 - 잭(빌 풀먼) - 신성호 - 피터(피터 갤러거) - 안종국 - 솔(잭 워든) - 임수아 - 엘시(글리니스 존스) - 김정미 - 미지(미콜 머큐리오) - 이근욱 - 옥스(피터 보일) - 장승길 - 제리(제이슨 버나드) - 은미 - 메리(모니카 키나) - 이장원 - 조(마이크 배커렐라) / 병원 의사(딕 큐색) / 핫도그 파는 남자(피터 시러구사) - 박영재 - 조 주니어(마이클 리스폴리) - 오인실 - 애슐리(앨리 워커) - 정성훈 - 돌턴(제임스 크래그) - 이미연 - 루시의 친구(마샤 라이트) / 병원 간호사(루스 러드닉) |  |